# Tangled Lives
Pour plus de détails, voir Fiche technique et Distribution.
Tangled Lives est un film américain produit par Kalem, réalisé par Sidney Olcott et sorti en 1911 avec Gene Gauntier, Jack J. Clark et J.P. McGowan dans les rôles principaux. L'action se déroule en Floride durant la guerre avec les Indiens séminoles.

## Fiche technique
- Titre original : Tangled Lives
- Réalisation : Sidney Olcott
- Société de production : Kalem
- Pays :  États-Unis
- Photo : George K. Hollister
- Longueur : 1 000 pieds
- Dates de sortie :

## Distribution
- Gene Gauntier = Liza Marsh
- Jack J. Clark = James Ward
- J.P. McGowan =

## Anecdotes
Le film a été tourné à Jacksonville, en Floride, où Kalem dispose d'un studio, les mois d'hiver.
Une copie est conservée à la Bibliothèque du Congrès, à Washington DC.